# NGC 3834
NGC 3834 est une galaxie lenticulaire située dans la constellation du Lion.NGC 3834 a été découverte par l'astronome prussien Heinrich d'Arrest en 1861.

## Caractéristiques
Sa vitesse par rapport au fond diffus cosmologique est de 7 109 ± 23 km/s, ce qui correspond à une distance de Hubble de 104,9 ± 7,4 Mpc (∼342 millions d'al).
À ce jour, une mesure non basée sur le décalage vers le rouge (redshift) donne une distance d'environ 99,900 Mpc (∼326 millions d'al). Cette valeur est à l'intérieur des valeurs de la distance de Hubble.

## Supernova
La supernova SN 1968F a été découverte dans NGC 3834 le 19 février 1968 par Herzog (?). Le type de cette supernova n'a pas été déterminé.